# Agapetes subcordata
Agapetes subcordata là một loài thực vật có hoa trong họ Thạch nam. Loài này được Merr. mô tả khoa học đầu tiên năm 1940.